# As (Bèlgica)
As (en limburguès As) és un municipi belga de la província de Limburg a la regió de Flandes. Està compost per les seccions d'As i Niel-bij-As.

## Evolució demogràfica des de 1806
- Fonts:INS, www.limburg.be i Municipi d'As
- 1970: Annexió de Niel-bij-As

## Burgmestres
- 1873 - 1908 : Jan Matthijs Theunissen
- 1909 - 1927 : Jacobus Janssen
- 1927 - 1933 : Joseph Weytjens
- 1933 - 1935 : Desiré Colemont
- 1935 - 1941 : Louis Huveners
- 1941 - 1944 : Jan Lambert Dexters
- 1944 - 1947 : Koen Lagaert
- 1947 - 1953 : Hubert Hoogmartens
- 1953 - 1965 : Gisbert Marting
- 1959 - 1971 : Albert Jorissen
- 1971 - 1977 : Pierre Tilmans
- 1977 - 1983 : Albert Jorissen
- 1983 - 2006 : Jos Truyen
- 2007 - 20xx : Miel Craeghs